# Wogmeer
Wogmeer est un village situé dans la commune néerlandaise de Koggenland, dans la province de la Hollande-Septentrionale. En 2004, le village comptait 280 habitants.